# György Adler
György Adler (Mosonszentjános (Panonia Superior, Hongria), 20 d'abril, 1789 - Buda (Hongria), 29 de març, 1862), fou músic de diverses cançons de l'època de la reforma, compositor, sogre de Ferenc Erkel, pare del pianista Vincent Adler.

## Biografia
Segons algunes fonts, va ser alumne de Haydn, però probablement només va ser difós per ell. Tocava el piano, el violí i l'orgue.
Des de 1800 va ser l'instrumentista i baixista de la catedral de Győr. El 1811 es va casar amb Franciska Krancsevics. Va donar a llum a Anna, i el 6 d'abril de 1820, una filla anomenada Adelheid (Anna) (†Gyula, 4 de març de 1899, fill de Vince, el famós virtuós del piano).
Els Adler es van traslladar a Buda l'any 1827, on vivien a la casa Czigler d'Úri utca. Probablement ja va començar a tocar a la banda de l'església de Mátyás, i l'any 1838, a la mort de l'anterior director musical, va esdevenir organista de l'església, i va romandre fins a la seva pròpia mort. Mentrestant, es va convertir en un membre fundador del quartet de corda de Mihály Táborszky, que més tard va continuar funcionant com a quartet de corda del Casino Nacional.

## Adél i Ferenc Erkel
El subarrendatari dels Adler era János Erkel Nepomuk ("Muki" a la família, 1812–73), germà de Ferenc que es va convertir en advocat, que, durant la seva malaltia amb febre alta, va prometre matrimoni a Adél, que el va cuidar, que va retirar, després de recuperar-se. Després d'això, Ferenc Erkel es va casar amb la noia -per honor- el 29 d'agost de 1839. Al principi, la parella vivia a la casa de l'Úri utca, després es va traslladar a Pest, Magyar utca 1, que estava a prop del Teatre Nacional.
Adél va donar a llum nou fills entre 1842 i 1858:
- 1841 Gyula
- 1842 Elek
- 1844 László
- 1846 Sándor
- 1848 Mária Anna (i el seu germà bessó Károly Imre, que va morir de nounat)
- 1850 Lajos
- 1853 Ilona Antónia (Ilka) (†1869)
- 1855 Oszkár Ferenc (†1856)
- 1856 Ferenc Pál (†1863)
- 1858 István

El 1860, la parella es va divorciar, probablement per motius econòmics, i Adél i el seu fill László i Ferenc van ser enviats pel seu exmarit Gyula a Rezső (Rudolf, 1819–1907), germà d'un metge. Adél Adler es va convertir en un respectat professor de piano i virtuós a la zona. El fill de László, que després va ensenyar Bartók, també va ser el seu alumne.

## Les seves obres
Obres profanes

- Variationen über ein ungarisches Thema - per a quartet de corda, 1820
- "Sonata per a violí i piano"
- Grande Polonaise – per a quartet de corda
- La Chasse - variacions de piano
- "Variacions de piano" - 1824
- "Quatre cançons"
- "Sis cançons" - per a quatre veus masculines

Obres eclesiàstiques

- "Allibera'm, Domine". Op. 11-1827
- Cantate ... Johann von Sztákovics, Domherr zu Raab ... zur hohen Namensfest gewidem - després de 1822, el dia onòmial del bisbe de la basílica de Biza a Győr
- Ofertori de l'època a Győr
- "Per signum crucis"
- Veni sancte - dues composicions ja a Buda
- Quattuor stationis pro festa SS Corporis Christi
- "Messe zur heiligen Anna" - St. Missa d'Anna, 1834.